# 469-es busz
A 469-es jelzésű regionális autóbusz Gödöllő egyik helyi hurokjárata, az Autóbusz-állomástól indul és a Klapka utca autóbusz-forduló és Máriabesnyő templom megállóhelyek érintése után ugyanide érkezik vissza. A járatot a Volánbusz üzemelteti. 2017. október 15-én a korábbi 2-es viszonylatot kettébontották, azóta 468-as és 469-es jelzéssel közlekedik.

## Útvonala
| Autóbusz-állomás → Máriabesnyő templom → Klapka utca autóbusz-forduló → Autóbusz-állomás | Autóbusz-állomás → Klapka utca autóbusz-forduló → Máriabesnyő templom → Autóbusz-állomás |
| --- | --- |
| Autóbusz-állomás vá. – Szabadság út – Máriabesnyő templom mh. – Szabadság út – Besnyő utca – Klapka György út – Klapka utca autóbusz-forduló mh. – Klapka György út – Besnyő utca – Szabadság út – Autóbusz-állomás vá. | Autóbusz-állomás vá. – Szabadság út – Besnyő utca – Klapka György út – Klapka utca autóbusz-forduló mh. – Klapka György út – Besnyő utca – Szabadság út – Máriabesnyő templom mh. – Szabadság út – Autóbusz-állomás vá. |

## Megállóhelyei
Az átszállási kapcsolatok között a máriabesnyői betérés nélkül közlekedő 468-as busz nincs feltüntetve!
| 0  | Autóbusz-állomás végállomás                | 25 | 317, 324, 402, 404, 405, 406, 407, 410, 412, 422, 426, 430, 432, 440, 441, 442, 444, 446, 447, 448, 450, 451, 452, 454, 455, 461, 463, 464, 465, 466, 470, 471, 472, 473, 474, 475, 476, 477, 478, 479 1040, 1049, 1052, 1076, 1077, 1078 |
| 2  | Egyetem                                    | 23 | 402, 404, 405, 406, 407, 410, 412, 422, 426, 430, 432, 461, 463, 470, 471, 472, 474 |
| 4  | Tisza utca                                 | 21 | 404, 426, 461, 463, 470, 471, 472, 474 |
| 5  | Damjanich János utca                       | 20 | 404, 405, 406, 407, 426, 461, 463, 470, 471, 472, 474 |
| 6  | Máriabesnyő Posta                          | 19 | 404, 426, 461, 463, 474 |
| 7  | Máriabesnyő vasúti megállóhely bejárati út | 18 | 402, 404, 405, 406, 407, 410, 412, 422, 426, 430, 432, 461, 463, 474 S80 InterRégió |
| 8  | Máriabesnyő templom                        | 17 | 474 |
| 9  | Máriabesnyő vasúti megállóhely bejárati út | 16 | 402, 404, 405, 406, 407, 410, 412, 422, 426, 430, 432, 461, 463, 474 S80 InterRégió |
| 10 | Máriabesnyő Posta                          | 15 | 404, 426, 461, 463, 474 |
| 11 | Klapka utca elágazás                       | 14 | 474 |
| 12 | Tél utca                                   | 13 | 474 |
| 13 | Fenyvesi bolt                              | 12 | 474 S80 InterRégió |
| 14 | Katona József utca                         | 11 | 474 |
| 15 | Klapka utca autóbusz-forduló               | 10 | 474 |
| 16 | Katona József utca                         | 9  | 474 |
| 17 | Fenyvesi bolt                              | 8  | 474 S80 InterRégió |
| 18 | Tél utca                                   | 7  | 474 |
| 19 | Klapka utca elágazás                       | 6  | 474 |
| 20 | Damjanich János utca                       | 5  | 404, 405, 406, 407, 426, 461, 463, 470, 471, 472, 474 |
| 21 | Tisza utca                                 | 4  | 404, 426, 461, 463, 470, 471, 472, 474 |
| 23 | Egyetem                                    | 2  | 402, 404, 405, 406, 407, 410, 412, 422, 426, 430, 432, 461, 463, 470, 471, 472, 474 |
| 25 | Autóbusz-állomás végállomás                | 0  | 317, 324, 402, 404, 405, 406, 407, 410, 412, 422, 426, 430, 432, 440, 441, 442, 444, 446, 447, 448, 450, 451, 452, 454, 455, 461, 463, 464, 465, 466, 470, 471, 472, 473, 474, 475, 476, 477, 478, 479 1040, 1049, 1052, 1076, 1077, 1078 |